# コーニス

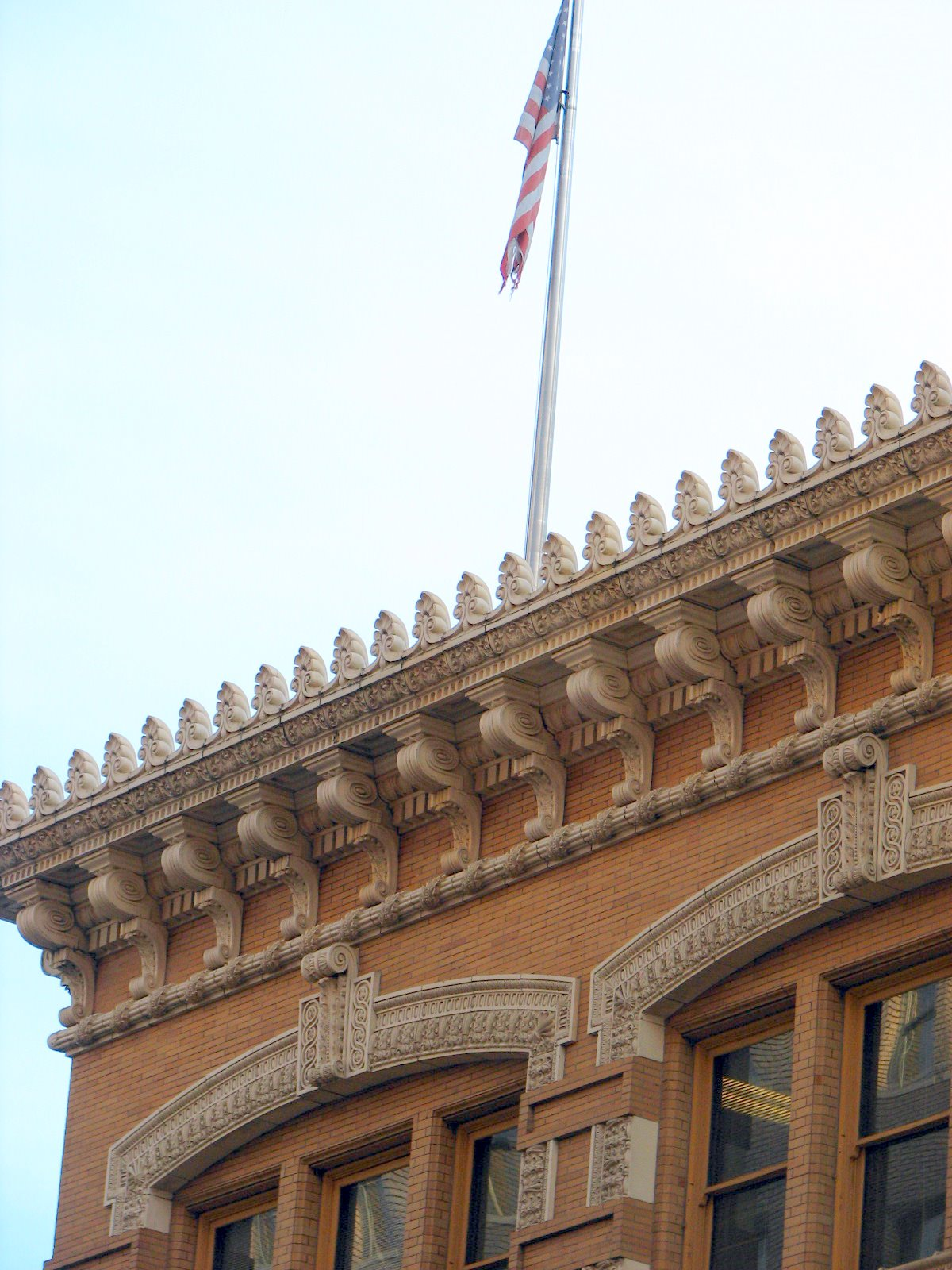
コーニスの例、オレゴン州ポートランドの郵便局

コーニス（Cornice）は建物あるいは壁を完成させる水平な形作られた突起部であり、あるいはエンタブラチュア（柱に支えられる水平部）の上方の傾斜した部分である。イタリア語で水平の出っ張りを意味するcornice（コルニーチェ）に由来する。
コーニス・モールディングは一般に建物や家具部品の頂部に来る水平な装飾的モールディング（縁）である。例えばドアや窓の上部コーニス、あるいはペデスタル（台座）の縁周りのコーニスがこれにあたる。単純なコーニスはクラウンモールディング（壁と天井の交差する部分を覆う帯状の仕上げ）で成形される可能性がある。
突出したコーニスの機能は雨水が建物の壁に当たらないようにすることである。住宅の場合には突出した切妻、軒の庇および雨樋でこの機能を果たす。モダニズム建築ではコーニスを省くことが重要な要素であり、念入りな内部排水系が備えられることになる。

## 古典建築

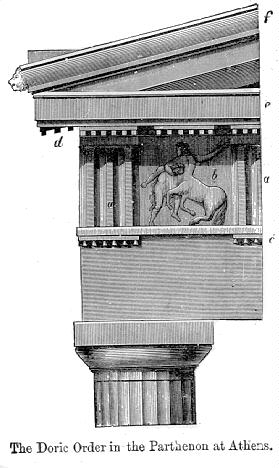
パルテノン神殿のドーリア式柱頭

コーニス・モールディングは神殿や建物の頂部縁に沿うエンタブラチュアの上に来る突出したモールディングの組み合わせである。コーニスはアーキトレーブ（台輪）の上に乗るフリーズのさらに上に置かれ、これら全てが柱に支えられる。
傾斜したコーニス、すなわち「レイキング・コーニス」あるいは「レイク・ボード」は、建物の切妻にある三角形のペディメント（柱の上部の水平部分と斜めの2面の屋根に囲まれた3角形の切妻）の頂部に渡されるものでもある。（画像を参照）。アクロポリスのパルテノン神殿、あるいはカルル・フリードリッヒ・シンケルの劇場のような建物正面に見ることができる。傾斜したコーニスは屋根を支える構造材の端に掛かっている。古典様式や新古典様式建築では、傾斜したコーニスは下のコーニスと同じモールディング断面を使っている。
次の古典様式のそれぞれがそのコーニスに特徴ある外形を持っている。
- ドーリア式のコーニス
- イオニア式のコーニス
- コリント式のコーニス

## 古代ギリシア建築のゲイソン

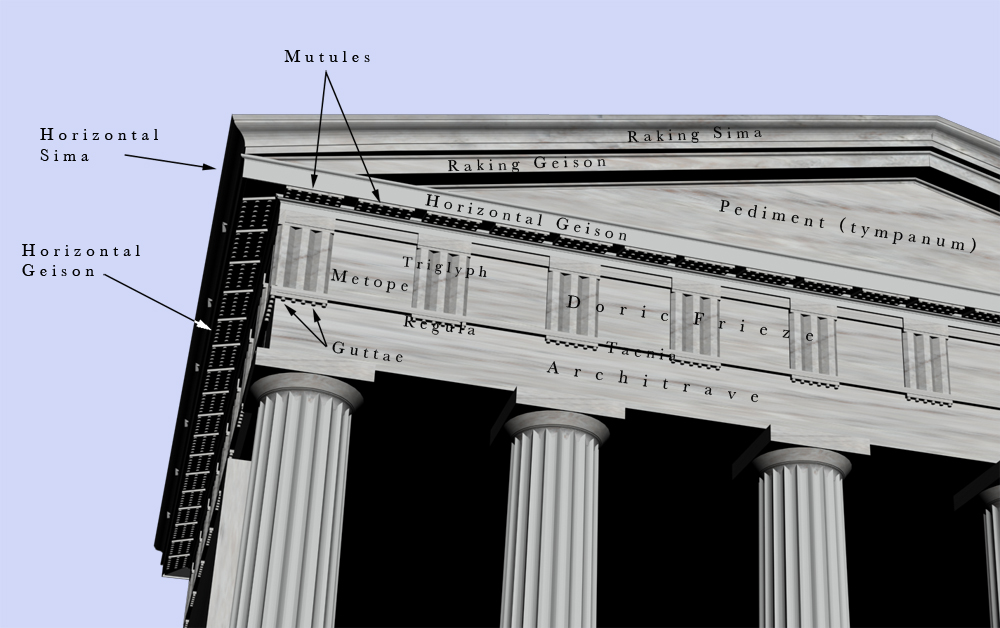
ドーリア式エンタブラチュアの各部品名称

ゲイソン（ギリシャ語:γεῖσον）は建築専門家の用語であり、ドーリア式においてはフリーズ頂部から、イオニア式とコリント式ではフリーズ（時にはアーキトレーブ）の段頂部から外に突き出したエンタブラチュアの部品を指している。つまり単純にコーニスに相当する。古代ギリシア建築でのゲイソンは傾斜した屋根を持つ建築側面の屋根の外縁を形成する。外面の上縁は水を流すためにしばしば鷹の嘴状に垂れた縁をしている。さらに入念なモールディングあるいは装飾的部品を備えることが多く、時には塗装された。ゲイソンの上にはシマ（上向きの縁）が走る。ゲイソンの下側はソフィットと呼ばれることがある。ゲイソン（特に外縁の鷹の嘴状モールディング）はしばしばその建物の年代に関する議論の要素として使われる。

### 水平なゲイソン

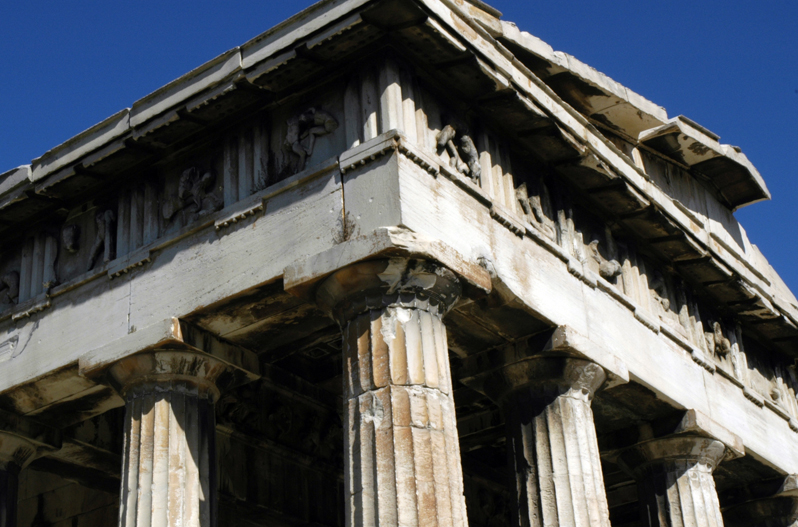
アテネのヘーパイストス神殿のエンタブラチュア

水平なゲイソンはギリシア神殿の外周を走っており、エンタブラチュアの頂部から突き出して、エンタブラチュアを雨から守り、装飾的要素もある。水平なゲイサは建築様式の1つに従って建てられた古代建築にも見出せる。水平なシマは（そのアンテフィックス（屋根瓦の端飾り）や雨樋とともに）建物側面に沿った水平ゲイソンの上に走り、雨樋や最終仕上げとして機能している。

#### ドーリア式

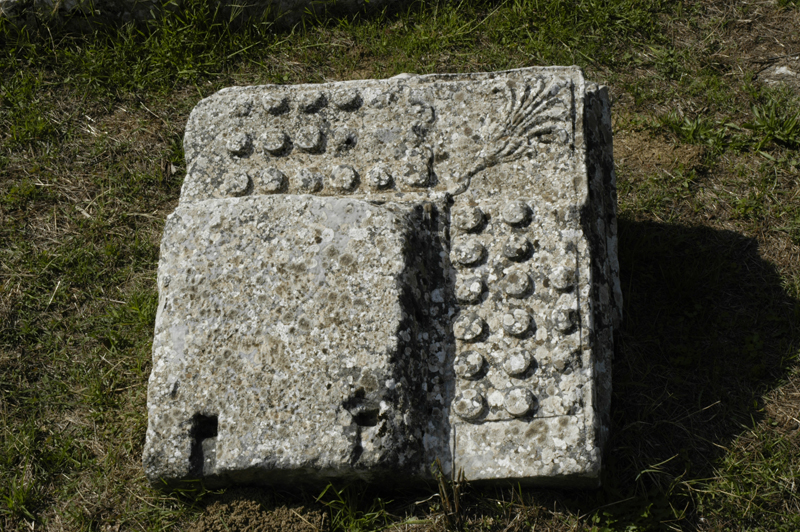
リコスラの水平ゲイソンの角ブロック下面、ガッタのあるムトゥルス（矩形のブロック）が見える

ドーリア式では、水平ゲイソンの傾斜した下面が一連の突き出た矩形のムトゥルス（矩形のブロック）で装飾され、下のドーリア・フリーズのトライグリフ（垂直の溝）とメトープ（トリグリフの間の矩形部）と並んでいる。それぞれのムトゥルスには3列に並んだ6本のガッタ（雨落とし、装飾的な円錐突起）がその下面から突き出ている。ムトゥルス同士の隙間は、ビア（viae、道）と呼ばれる。この装飾の効果は垂直と水平に繰り返し配置される建築要素のパターンと共にドーリア式エンタブラチュア（アーキトレーブ、フリーズおよびゲイサ）全体と主題的に結びついていることである。鷹の嘴モールディングを突き出た部分の頂部に使うことが通常であり、下縁を切り下げることで雨滴を飛ばす役目をするのと同様である。ゲイソンをフリーズと視覚的に分離するために、通常トライグリフの面に揃えてベッド・モールディング（壁と屋根の継ぎ目の幅の狭いモールディング）が配される。

#### イオニア式とコリント式
イオニア式とコリント式の水平ゲイサはドーリア式のムトゥルスよりもモールディングにその装飾性を依存している。

### 傾斜ゲイソン

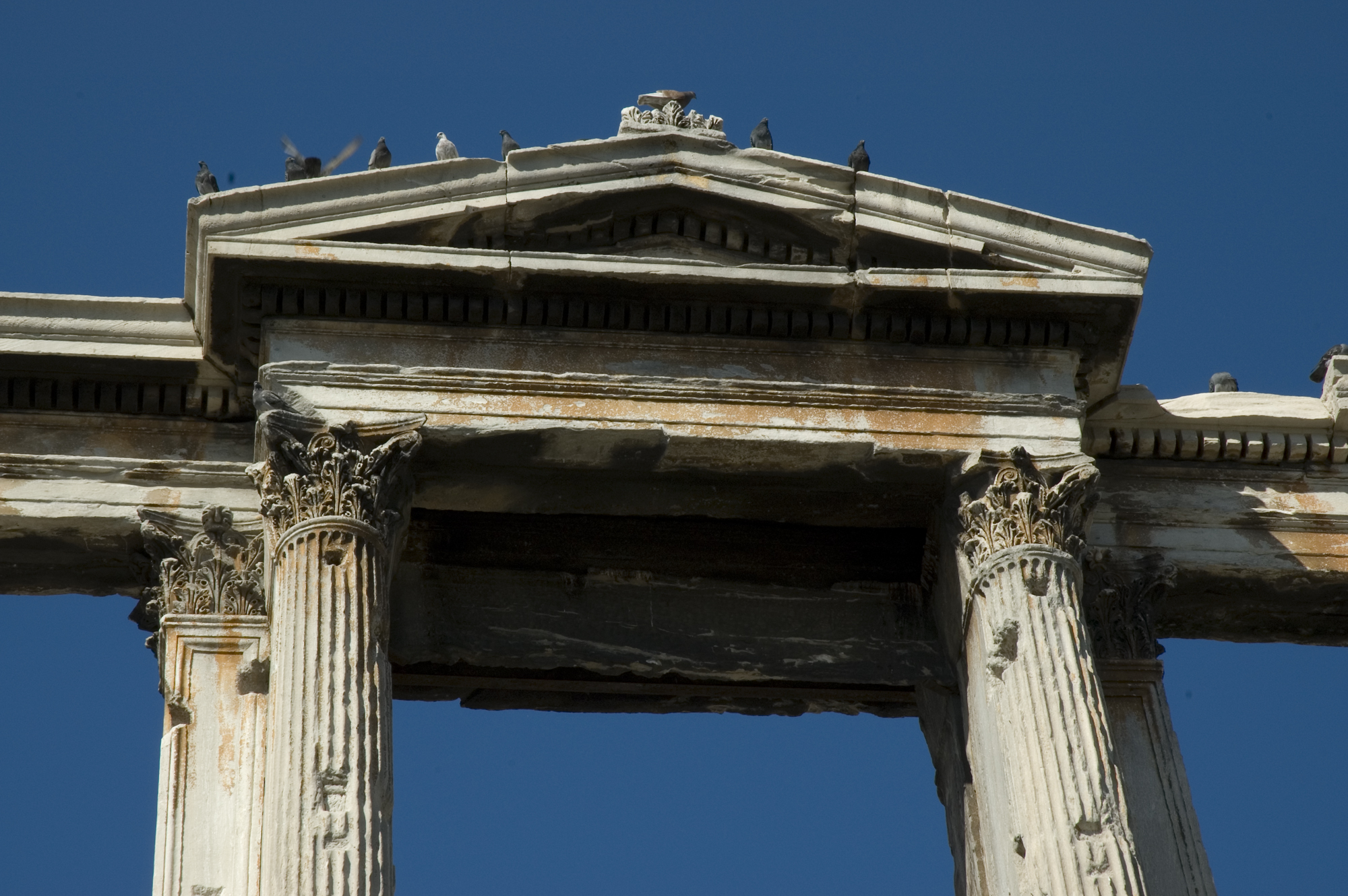
ハドリアヌス門のイオニア／コリント式水平ゲイサと傾斜ゲイサ

傾斜ゲイソンは、神殿や劇場建築物のエディクラ（建築物の壁面に立体的に造形された祭壇状の部分）のような構造物で、ペディメントの頂部縁を走っている。この部材は通常水平ゲイソンより装飾性が少なく、同じ構造物の水平ゲイソンとは異なった外形をしていることが多い。この違いはドーリア式で特に顕著であり、傾斜ゲイソンははっきりとしたムトゥルスが無い。傾斜シマは装飾的仕上げとして傾斜ゲイソンの上に走り、実質的に雨樋の役目である。

## ギャラリー

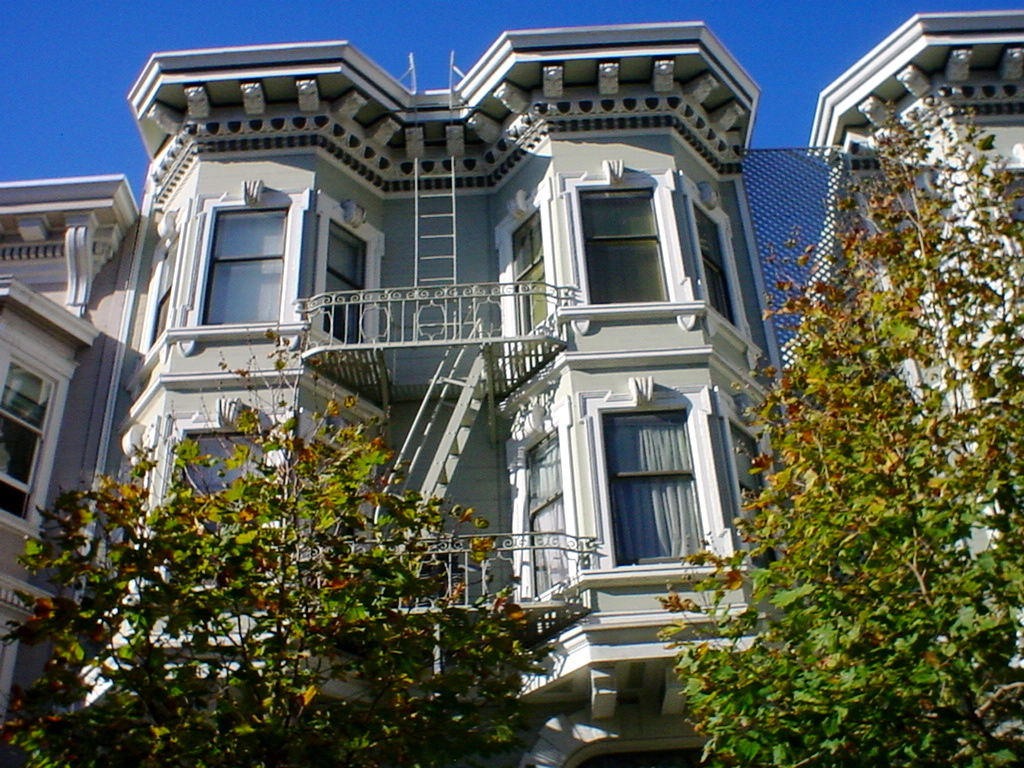
イタリア風住居の突き出たコーニス、塗装木製
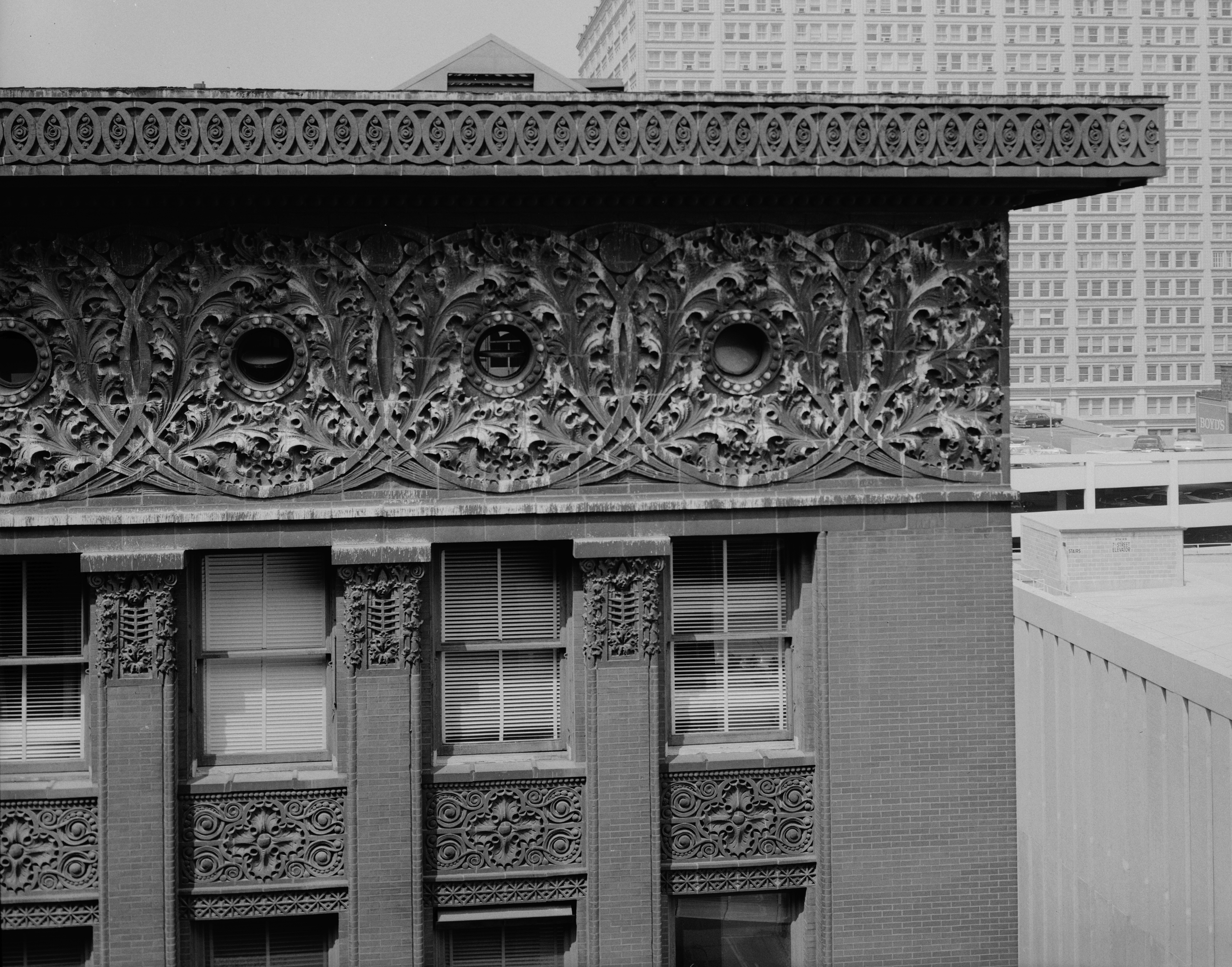
ルイス・サリヴァン設計のウェインライト・ビル
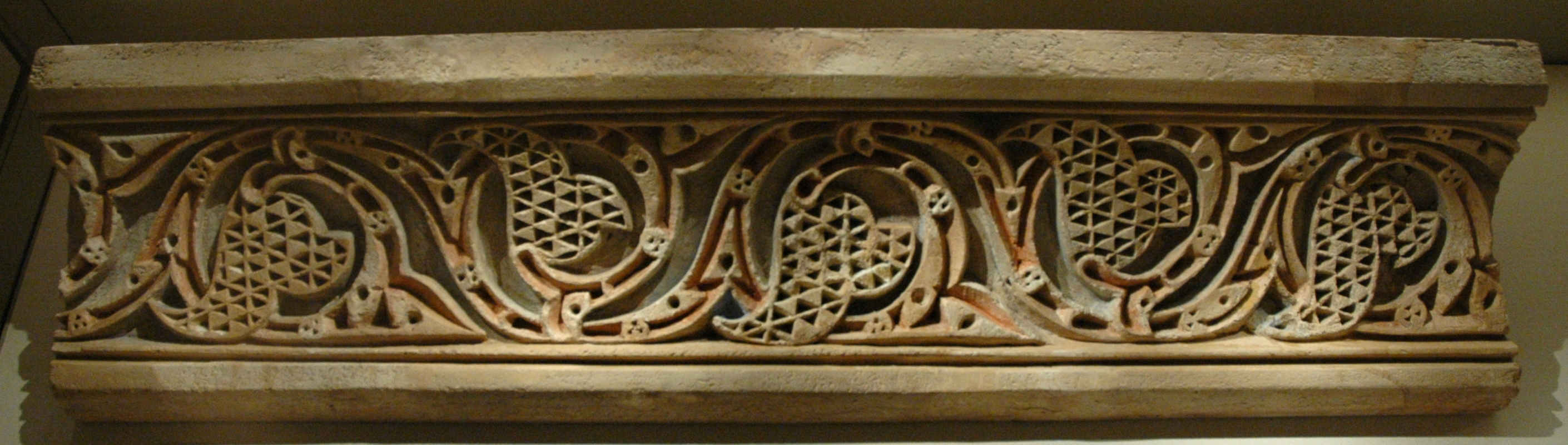
葉文様のあるコーニス、イランのニシャプール、10世紀（メトロポリタン美術館）
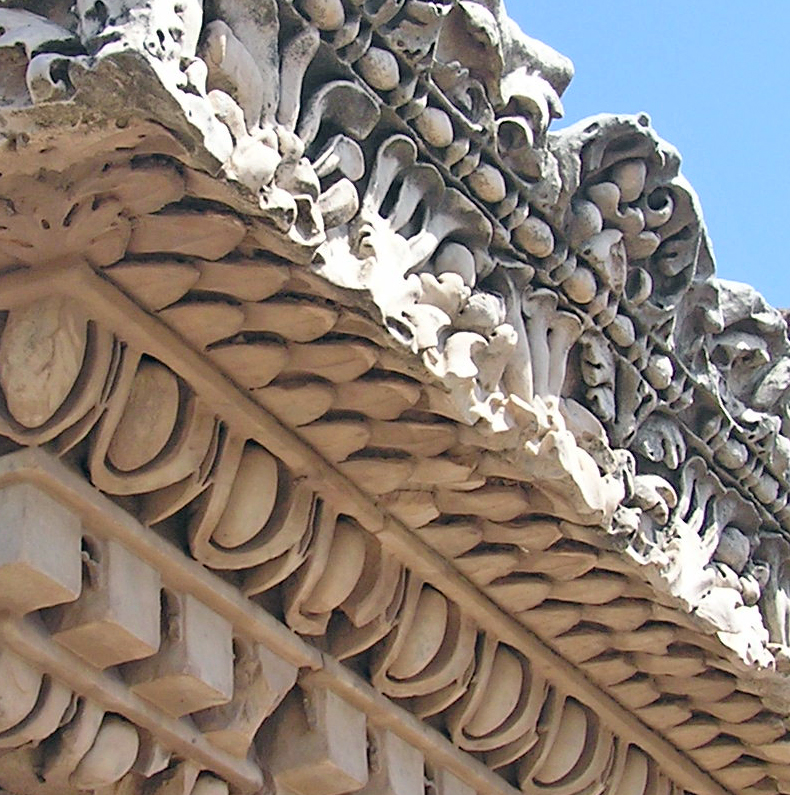
イオニア式のローマのコーニス、パラタインの丘皇帝宮殿（フラビアヌス期）